# CPI das Bets
A CPI das Bets é uma comissão parlamentar de inquérito destinada a investigar a crescente influência dos jogos de apostas online no orçamento das famílias brasileiras, sua possível ligação com organizações criminosas e o uso de influenciadores digitais para promovê-los. Foi oficialmente instalada em 12 de novembro de 2024 e teve seu prazo final prorrogado para 14 de junho de 2025.
O relatório final da CPI das Bets foi rejeitado em 12 de junho de 2025 por 4 votos a 3, e os interrogados não foram indiciados.

## Instauração
O requerimento foi protocolado pela senadora Soraya Thronicke (Podemos-MS), atualmente relatora da CPI. O principal objetivo elencado é investigar a expansão dos jogos de apostas virtuais e o seu impacto no orçamento das famílias brasileiras, os indícios de vínculos com organizações criminosas envolvidas em esquemas de lavagem de dinheiro e o uso de influenciadores digitais na promoção e divulgação dessas práticas.

## Composição
A CPI das BETS é dirigida pela seguinte composição:

### Mesa Diretora
- Presidente: Senador Dr.Hiran (PP-RR);
- Vice-presidente: Senador Alessandro Vieira (MDB-SE);
- Relatora: Senadora Soraya Thronicke (PODE-MS);

### Membros por Bloco

#### Bloco Parlamentar da Resistência Democrática (PSB, PT, PSD)

##### Titulares
- Senador Omar Aziz (PSD-AM);
- Senador Angelo Coronel (PSD-BA);
- Senador Humberto Costa (PT-PE);

##### Suplentes
- Senadora Eliziane Gama (PSD-MA);
- Senador Rogério Carvalho (PT-SE);

#### Bloco Parlamentar Democracia (PSDB, MDB, UNIÃO, PODE)

##### Titulares
- Senador Veneziano Vital do Rêgo (MDB-PB);
- Senador Alessandro Vieira (MDB-SE);
- Senador Efraim Filho (UNIÃO-PB);

#### Suplentes
- Senador Fernando Farias (MDB-AL);
- Senadora Professora Dorinha Seabra (UNIÃO-TO);

#### Bloco Parlamentar Vanguarda (PL, NOVO)

##### Titulares
- Senador Marcos Rogério (PL-RO);
- Senador Eduardo Gomes (PL, TO);

##### Suplente
- Senador Izalci Lucas (PL-DF);

#### Bloco Parlamentar Independência

##### Titular
- Senadora Soraya Thronicke (PODE-MS);

##### Suplente
- Senador Carlos Viana (PODE-MG);

#### Bloco Parlamentar Aliança (PP, REPUBLICANOS)

##### Titular
- Senador Dr.Hiran (PP-RR);

##### Suplente
- Senador Ciro Nogueira (PP-PI);

## Convocados
- Daniel Pardim, Sócio da Peach Blossom;[4]
- Virgínia Fonseca, Influenciadora e Empresária;[5]
- Rico Melquíades, Influenciador e campeão da décima terceira temporada do reality show A Fazenda.[6]

## Depoimentos
| Convocados       | Atividade                                                                                                  | Data do Depoimento  | Ref.  |
| ---------------- | --- | ------------------- | ----- |
| Daniel Pardim    | Sócio da Peach Blossom, empresa ligada a pessoas com envolvimento em lavagem de dinheiro por jogos de azar | 29 de abril de 2025 | [ 7 ] |
| Virgínia Fonseca | Influenciadora e Empresára                                                                                 | 13 de maio de 2025  | [ 8 ] |
| Rico Melquíades  | Influenciador                                                                                              | 14 de maio de 2025  | [ 9 ] |

### Virgínia Fonseca
A influenciadora concedeu depoimento à CPI em 29 de abril de 2025, quando chegou ao Senado acompanhada do marido, o cantor Zé Felipe, trajando uma blusa com foto da filha e portando um copo Stanley. Virgínia finalizou suas declarações iniciais afirmando "bora pra cima", o que provocou risadas entre os presentes.
Em seu depoimento, a influenciadora negou ter recebido percentuais sobre as perdas de apostadores que acessaram a plataforma "Esportes da Sorte" por meio de seu link. No entanto, uma reportagem da Revista Piauí revelou cláusulas contratuais que indicariam o contrário. De acordo com a publicação, Virgínia teria recebido um adiantamento de R$ 50 milhões em dezembro de 2022, e faria jus a 30% do valor perdido por usuários oriundos de seu link de divulgação — prática apelidada de "cachê da desgraça alheia".
Em dado momento, Virgínia se irritou com a exibição de um vídeo publicitário de 2022, apresentado pela senadora e relatora Soraya Thronicke, no qual a influenciadora promovia um site de apostas online: “Pega um vídeo recente, Soraya. Cê tá pegando vídeo lá de 2022, pô. O negócio nem tinha as coisas. Pega vídeo recente”, afirmou. Minutos depois, a influenciadora retratou-se publicamente, reconhecendo o tom inadequado de sua reação: “Quero pedir desculpas, mais uma vez, por ter me estressado. Esse vídeo, eu tinha acabado de fechar com a Esportes da Sorte, não tinha exigências do Conar. Na época, não tinha essas coisas do Conar. Vou sair daqui reflexiva, não sabia desses dados. Peço desculpas, mais uma vez, pela exaltação”.
Adicionalmente, o senador Cleitinho Azevedo (Republicanos) interrompeu o procedimento ao solicitar um vídeo com a depoente, o que também provocou risadas. "Inclusive eu vou terminar aqui, você pode mandar um abraço para a minha esposa e para a minha filha?”, indagou o senador federal.
A conduta de Virgínia e de Cleitinho atraiu repercussão negativa na mídia e redes sociais, sendo certo que a influenciadora perdeu mais de 600 mil seguidores após a oitiva, ao passo que o senador recebeu críticas em suas próprias redes.